# BV Hannovera 1898
BV Hannovera 1898 was een Duitse voetbalclub uit Hannover.

## Geschiedenis
De club werd in 1898 opgericht als FC Hannovera 1898 Hannover. Op 1 juli 1903 was de club medeoprichter van de Hannoverse voetbalbond. De club startte in de nieuwe competitie. In 1905 fusioneerde de club met Hannoverschen BV en nam de naam BV Hannovera 1898 aan. Hannoverschen BV was een afsplitsing uit 1902 van Hannoverscher FC 96.
De club eindigde meestal onderaan de rangschikking. Behalve in 1911/12 en 1912/13 toen de club derde werd op zeven clubs. Na dit seizoen fusioneerde de club met HFC 96 om zo Hannover SV 96 te vormen. De fusieclub ging van start in de nieuwe Noord-Duitse competitie, die echter door het uitbreken van de Eerste Wereldoorlog al na één seizoen afgevoerd werd.